# Spondias dulcis
El jobo indio (Spondias dulcis), también conocido como yuplón, periba, manzana de oro, ciruela del Pacífico, mangotin, ciruelo de Filipinas y cirolero de Filipinas, es un árbol de la familia Anacardiaceae nativo de Melanesia y Polinesia e introducido en regiones tropicales de las Américas, Asia y África

## Descripción
Es un árbol que puede alcanzar hasta 40 m de altura, aunque en promedio llega a los 30 m. Tiene hojas caducas, pinadas, compuesta cada una de 9 a 25 folíolos brillantes, elípticos u obovados-oblongos 3,5 a 6,23 por 4,0 a 10 cm, finamente dentadas hacia el ápice. Produce flores pequeñas y blancas poco visibles en panículas terminales.

### Fruto
Fructifica en racimos de 12 o más frutos de forma cilíndrica, cada uno de 5 a 9 cm de diámetro por 6 a 10 cm de longitud y peso de hasta 380 g; con endocarpo revestido de espinas irregulares, presenta cáscara lisa y fina, de color verde que se torna amarillo brillante después de caer del árbol, muy aromático y de pulpa suculenta de sabor agridulce y ácido, cuando está maduro. Es una fruta muy utilizada para preparar zumos, helados y licores, incluso en procesos industriales.
Composición de la pulpa al madurar (100 g)
| Vitamina C    | 4 mg    |
| Calcio        | 17,4 mg |
| Fósforo       | 13 mg   |
| Manganeso     | 70 mg   |
| Hierro        | 410 µg  |
| Cobre         | 140 µg  |
| Zinc          | 94 mg   |
| Proteínas     | 0,36 g  |
| Grasas        | 0,2 g   |
| Carbohidratos | 10,9 g  |
| Sacarosa      | 6,7 mg  |
| Agua          | 87,17 g |
| Fibra         | 1,02 g  |